# جامباتیستا پیتونی
جامباتیستا پیتونی (ایتالیایی: Giambattista Pittoni; ۶ ژوئن ۱۶۸۷ – ۶ نوامبر ۱۷۶۷) نقاش اهل ایتالیا و جمهوری ونیز بود.
وی که در دوره روکوکو یا باروک فعالیت می‌کرده از بنیان‌گذاران آکادمی هنرهای زیبا ونیز بوده و در سال ۱۷۵۸ دومین رئیس این آکادمی بوده‌است.

## نگارخانه

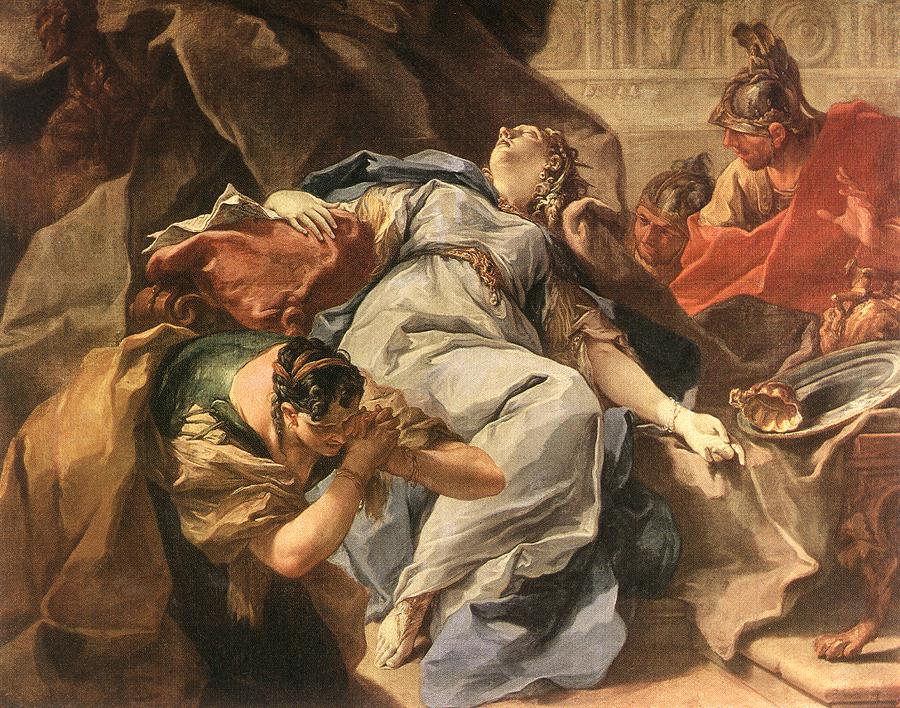
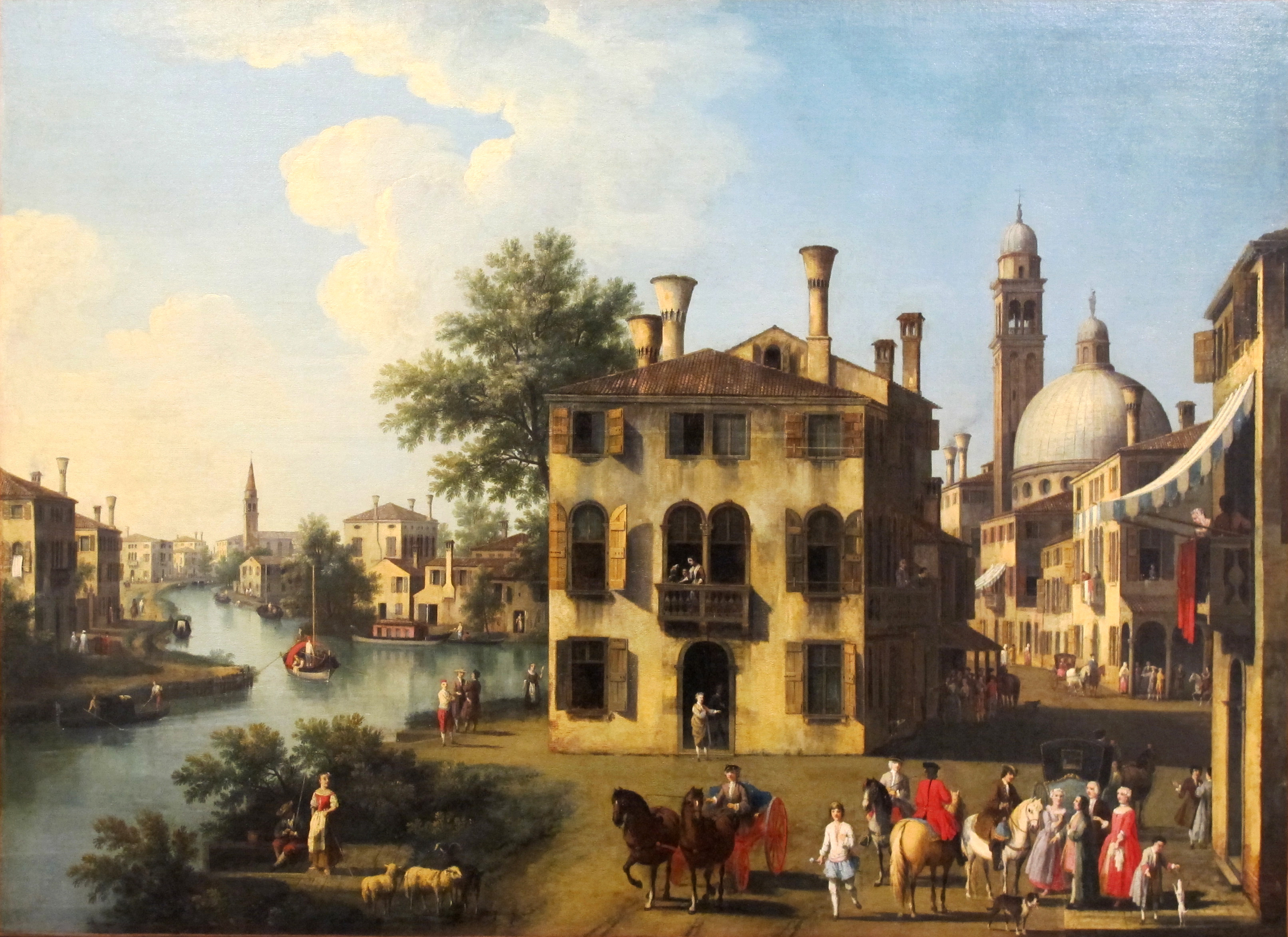
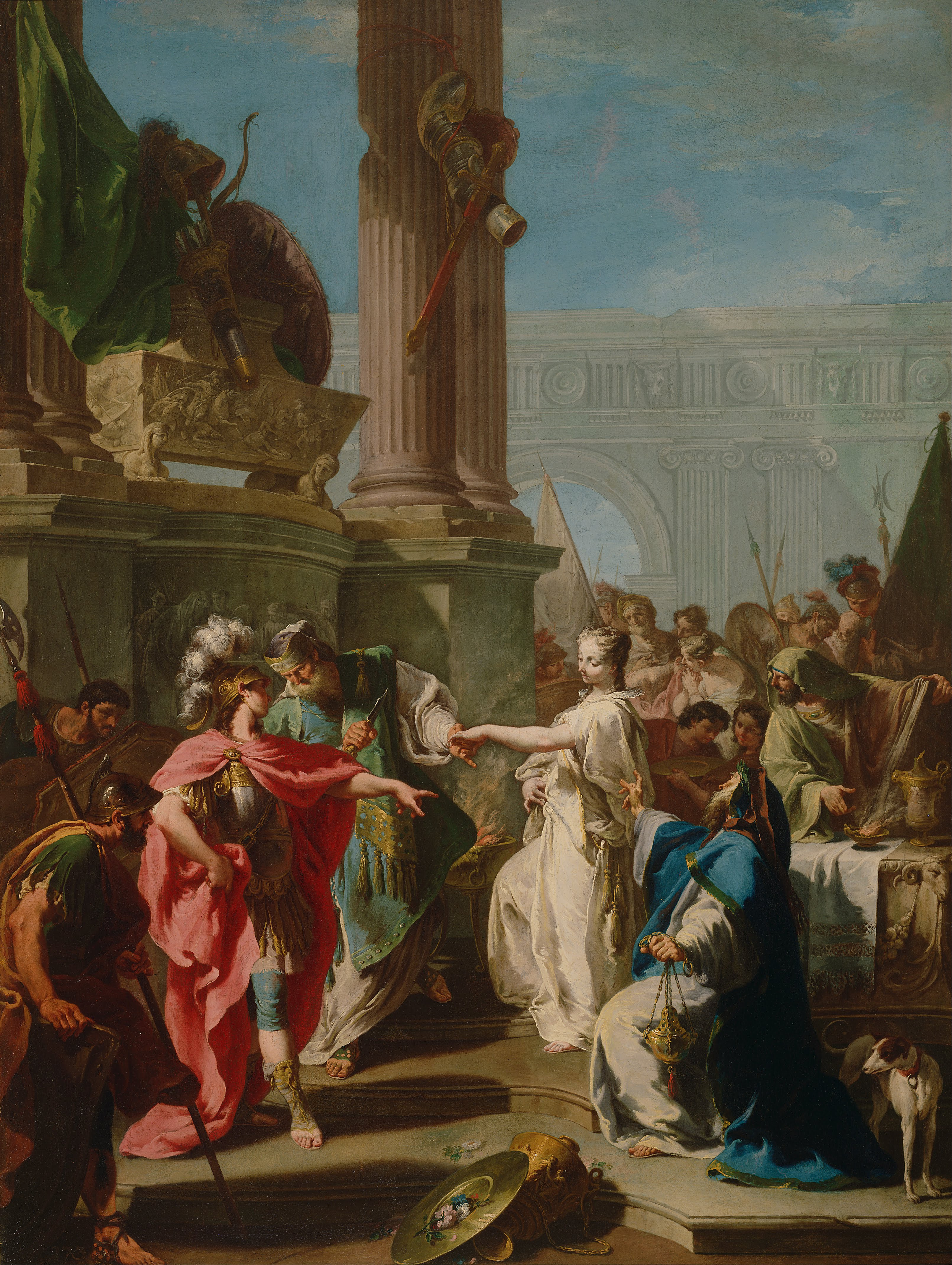
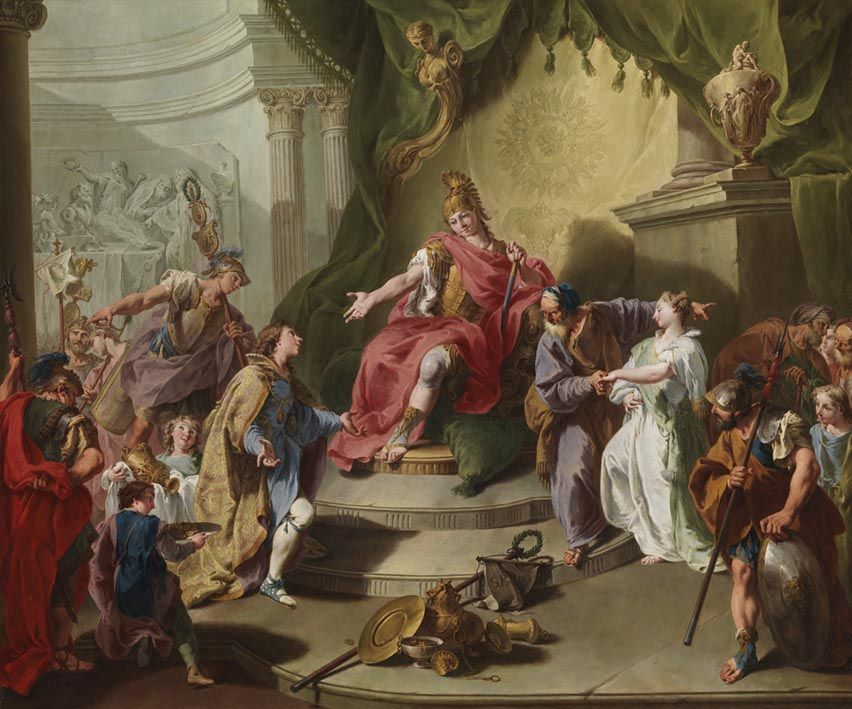
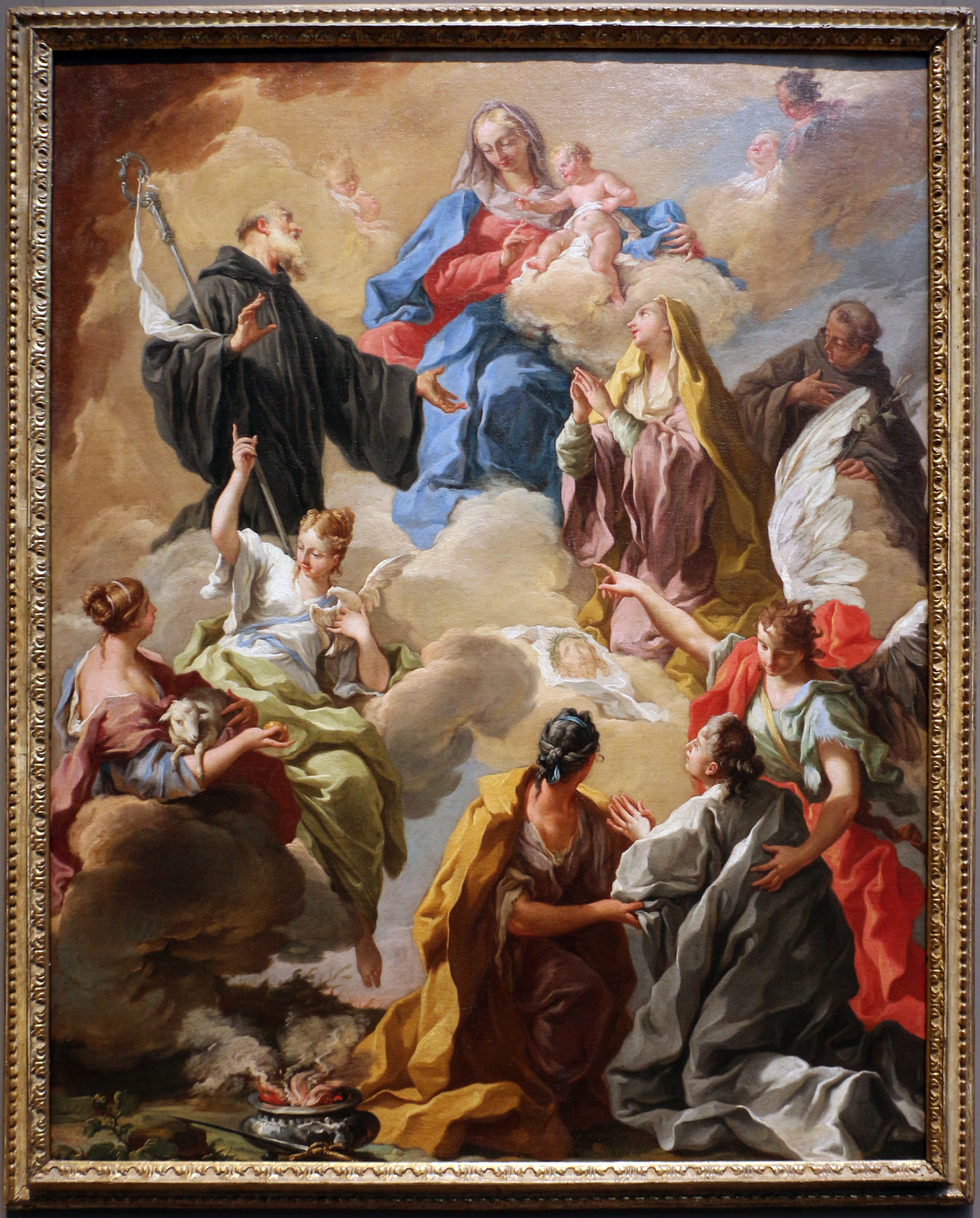